# Горња Пресјеница
Горња Пресјеница су насељено мјесто у Босни и Херцеговини, у општини Трново (Сарајево), које административно припада Федерацији Босне и Херцеговине. Према попису становништва из 1991. у насељу је живјело 40 становника.

## Историја
Пресјеницу су 7. јула 1992. напале муслиманске снаге и убиле 23 српска цивила. Убијени Срби су били старије доби од 60 до 85 година старости. Овај злочин је извршен хладним оружјем, а тијела страдалих су спаљена у њиховим кућама. Један дио преживјелих је одведен у логоре, а мањи дио је бјегом кроз шуму прешао на територију Републике Српске.

## Становништво
| Националност       | 1991. | 1981. | 1971. | 1961. |
| Срби               | 36    |       |       |       |
| Југословени        | 4     |       |       |       |
| остали и непознато |       |       |       |       |
| Укупно             | 40    | '     | '     | '     |

| Демографија | Демографија | Демографија |
| Година      | Становника  | Становника  |
| ----------- | ----------- | ----------- |
| 1991.       | 40          |             |